# الین دکونینگ
الین دکونینگ (به انگلیسی: Elaine de Kooning) (زادهٔ۱۲ مارس ۱۹۱۸-درگذشتهٔ ۱ فوریهٔ ۱۹۸۹ میلادی) یک نقاش زن آمریکایی بود که در سبکهای اکسپرسیونیسم انتزاعی و فیگوراتیو اکسپرسیونیسم آمریکا و در دوران پس از جنگ جهانی دوم کار می‌کرد. او به‌طور گسترده‌ای دربارهٔ هنر آن زمان نوشته‌است و همچنین ویراستار مجلهٔ آرت نیوز بود. در ۹ دسامبر ۱۹۴۳ او با نقاش هلندی ویلم دکونینگ ازدواج کرد.